# Andrea Sassetti
Andrea Sassetti, né le 14 février 1960 à Fermo et ayant grandi à Monte San Pietrangeli, dans les Marches en Italie, est un homme d'affaires italien qui a notamment fondé l'entreprise de mode Andrea Moda. En 1991, il achète l'écurie de Formule 1 Coloni et la rebaptise Andrea Moda Formula pour s'engager au championnat du monde 1992.

## Biographie
Les éléments constitutifs de la biographie d'Andrea Sassetti s'avèrent très divergents. En effet, d'après certaines sources, il est le fils de Silvano Sassetti, un riche fabricant de chaussures pour femmes, mais d'autres évoquent qu'il est devenu riche grâce à un gain de trois millions de lires au poker, tandis que quelques observateurs le soupçonnent de pratiquer un commerce illégal et d'avoir des contacts avec le crime organisé. La presse spécialisée rapporte également que Sassetti et le personnel de son écurie ont été impliqués à plusieurs reprises au cours de l'année 1992 dans des conflits armés. Toutefois, d'après un entretien téléphonique publié sur Internet, Sassetti est issu d'une famille de paysans pauvres, qui s'est enrichi en travaillant et en gagnant de l'argent grâce aux jeux de hasard.
En 1985, Sassetti fonde Andrea Moda, une entreprise fabricant des chaussures, telles que des cuissardes et des bottes de cow-boy. Dans les années 1990, il est qualifié de « magnat de la chaussure », « patron d'un groupe industriel de la chaussure », ou de « roi italien du prêt-à-porter ». Toutefois, l'entreprise ferme ses portes en 2005.
À l'automne 1991, il rachète Coloni pour 8 millions de dollars, et s'engage en Formule 1 sous le nom Andrea Moda Formula. Dès la première course, son équipe est exclue pour avoir engagée une monoplace non fabriquée par ses soins. Contraint d'engager une nouvelle voiture, seul son premier pilote, Roberto Moreno, parvient à qualifier sa monoplace, lors du Grand Prix de Monaco 1992. En septembre, après plusieurs démêles avec la Fédération internationale de l'automobile, il est exclu définitivement du championnat du monde pour nuisance à la réputation du championnat.
Au printemps 1992, un incendie criminel ravage une de ses discothèques en Italie. Alors qu'il fuit les flammes, Sassetti se fait tirer dessus. Dès lors, des liens sont établis entre l'entrepreneur italien et la mafia. Quelques mois plus tard, il est arrêté en Belgique pour usage de fausses factures.
En mai 2015, il est condamné à six mois d'assignation à résidence pour faillite frauduleuse.